# Herbert Gustavson
Herbert Gustavson (21. april 1895 i Stockholm - 5. august 1986 i Uppsala) var en svensk sprogforsker.
Gustavson dimitterede fra Visby på Gotland i 1916 og læste derefter på Uppsala Universitet. I 1932 giftede han sig med Anne-Marie Höggren (1907–1978). I 1940 disputerede han med en afhandlung over Gutamålet dvs Gotlands dialekt af svensk. Året efter blev han arkivmedarbejder på Institutet for sprog og folkeminde og universitetsbiblioteket i Uppsala. Han var stærkt engageret i bevarelsen af det gutniske sprog og var i 1945 en af grundlæggerne af Gutamålsgillet. I årene 1972 til 1985 udgav han ordbogen over Laumålet, baserende på Mathias Klintbergs ord-samlinger. Han blev tildelt Gotlands kommunes kulturpris i 1983.